# IndyCar Series 2015
Die Verizon IndyCar Series 2015 war die 20. Saison der amerikanischen IndyCar Series und die 94. Meisterschaftssaison im US-amerikanischen Monoposto-Sport. Scott Dixon gewann zum vierten Mal in seiner Karriere die Fahrerwertung. Er war am Ende punktgleich mit Juan Pablo Montoya, der zwei Rennen gewann während Dixon drei gewann. Beim Rennen in Long Pond wurde Justin Wilson von Trümmerteilen am Helm getroffen. Am Tag danach starb er durch die dabei erlittenen Kopfverletzungen.

## Regeländerungen

### Sportliche Änderungen
Renndirektor Beaux Barfield verließ die IndyCar Series und wechselte zur United SportsCar Championship, in der er ebenfalls Renndirektor wurde. Brian Barnhart wurde als neuer IndyCar-Renndirektor eingestellt. Barnhart war von 1997 bis 2011 bereits IndyCar-Renndirektor.
Die alle 500-Meilen-Rennen umfassende Triple Crown wurde eingestellt. Ebenfalls wurden keine doppelten Punkte mehr für alle 500-Meilen-Rennen vergeben. Doppelte Punkte werden hingegen für das Indianapolis 500 und das Saisonfinale vergeben.
Für alle Rennen außerhalb des Indianapolis 500 wurde die Boxenzuteilung modifiziert. Sie richtet sich weiterhin nach dem Qualifying-Resultat des vorherigen Rennwochenendes, wobei nun die Platzierung des Fahrzeugs und nicht die des Fahrers ausschlaggebend ist. Falls ein Fahrzeug nicht am vorherigen Rennen teilgenommen hat, wird die Boxenposition zunächst nach den Entrant-Punkten und anschließend nach einem Losverfahren vergeben.
Stehende Starts, die in der vorigen Saison vereinzelt verwendet wurden, wurden eingestellt.
Jedes Fahrzeug darf vier Motoren einsetzen, die in Summe eine Laufzeit von 10.000 Meilen nachweisen müssen. Missachtungen dieser Regelungen haben nur eine Auswirkung auf die Herstellerwertung. Ein Motorschaden führt zu einem Abzug von 20 Punkten. Pro Triebwerk, das die erforderten 2.500 Meilen erreicht, gibt es zehn Bonuspunkte. In der Herstellerwertung zählen nur die drei besten Fahrer eines Herstellers. Die Bonuspunkte für die Indianapolis-500-Pole-Position sind analog zur Fahrerwertung. Darüber hinaus gibt es einen Bonuspunkt pro Pole-Position und zwei Bonuspunkte für die meisten Lead-Laps.

### Technische Änderungen

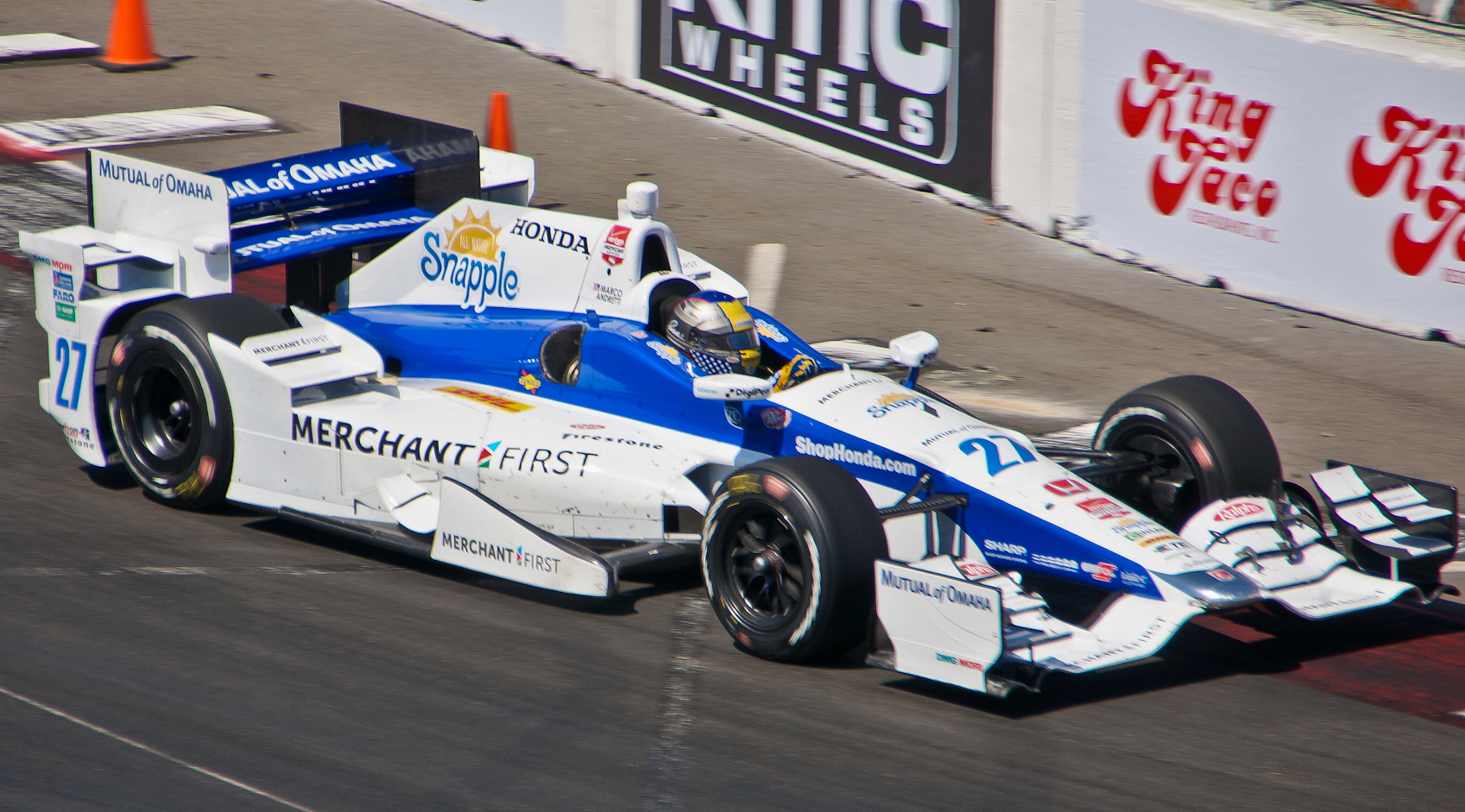
Andretti im Dallara-Honda in Long Beach

Zur Saison 2015 wurden Aero-Kits für die Dallara-DW12-Chassis eingeführt. Chevrolet und Honda bieten Aero-Kits an, die jeweils an deren Motorenkunden geliefert werden. Die Aero-Kits ermöglichen eine eigenständige Gestaltung der Motorenabdeckung, Seitenkästen und Aufprallschutz für die Hinterräder. Jeder Hersteller bietet zwei Varianten an. Eine für die Rennen auf den Straßenkursen und den kurzen Ovalen, eine für die Ovalkurse ab 1,5-Meilen.
Darüber hinaus gibt es grundlegende Änderungen am Chassis. Damit die Fahrzeuge nicht mehr so schnell bei Unfällen abheben, wurden links und rechts dreieckige Löcher im Unterboden eingefügt.

## Teams und Fahrer
Alle Teams benutzen das Chassis DW12 und Reifen von Firestone.
| Team                                 | Nr. | Fahrer              | Aero-Kit  | Motor     | Veranstaltung         |
| ------------------------------------ | --- | ------------------- | --------- | --------- | --------------------- |
| Verizon Team Penske                  | 01  | Will Power          | Chevrolet | Chevrolet | 1–16                  |
| Team Penske                          | 02  | Juan Pablo Montoya  | Chevrolet | Chevrolet | 1–16                  |
| Team Penske                          | 03  | Hélio Castroneves   | Chevrolet | Chevrolet | 1–16                  |
| Team Penske                          | 22  | Simon Pagenaud      | Chevrolet | Chevrolet | 1–16                  |
| Chip Ganassi Racing Teams            | 08  | Sage Karam          | Chevrolet | Chevrolet | 1, 2, 4, 6–9, 11–15   |
| Chip Ganassi Racing Teams            | 08  | Sebastián Saavedra  | Chevrolet | Chevrolet | 3, 5, 10, 16          |
| Chip Ganassi Racing Teams            | 09  | Scott Dixon         | Chevrolet | Chevrolet | 1–16                  |
| Chip Ganassi Racing Teams            | 10  | Tony Kanaan         | Chevrolet | Chevrolet | 1–16                  |
| Chip Ganassi Racing Teams            | 17  | Sebastián Saavedra  | Chevrolet | Chevrolet | 6                     |
| Chip Ganassi Racing Teams            | 83  | Charlie Kimball     | Chevrolet | Chevrolet | 1–16                  |
| Schmidt Peterson Motorsports         | 05  | James Hinchcliffe   | Honda     | Honda     | 1–6                   |
| Schmidt Peterson Motorsports         | 05  | Ryan Briscoe        | Honda     | Honda     | 6, 9, 11–16           |
| Schmidt Peterson Motorsports         | 05  | Conor Daly          | Honda     | Honda     | 7, 8, 10              |
| Schmidt Peterson Motorsports         | 07  | James Jakes         | Honda     | Honda     | 1–16                  |
| Schmidt Peterson Motorsports         | 43  | Conor Daly          | Honda     | Honda     | 6                     |
| Schmidt Peterson Motorsports         | 77  | Mikhail Aleshin     | Honda     | Honda     | 16                    |
| Andretti Autosport                   | 25  | Simona de Silvestro | Honda     | Honda     | 1, 2                  |
| Andretti Autosport                   | 25  | Justin Wilson       | Honda     | Honda     | 5, 6, 12–15           |
| Andretti Autosport                   | 25  | Oriol Servià        | Honda     | Honda     | 16                    |
| Andretti Autosport                   | 26  | Carlos Muñoz        | Honda     | Honda     | 1–16                  |
| Andretti Autosport                   | 27  | Marco Andretti      | Honda     | Honda     | 1–16                  |
| Andretti Autosport                   | 28  | Ryan Hunter-Reay    | Honda     | Honda     | 1–16                  |
| Andretti Autosport                   | 29  | Simona de Silvestro | Honda     | Honda     | 6                     |
| CFH Racing                           | 06  | J. R. Hildebrand    | Chevrolet | Chevrolet | 5, 6                  |
| CFH Racing                           | 20  | Luca Filippi        | Chevrolet | Chevrolet | 1–5, 7, 8, 10, 14, 16 |
| CFH Racing                           | 20  | Ed Carpenter        | Chevrolet | Chevrolet | 6, 9, 11–13, 15       |
| CFH Racing                           | 21  | Josef Newgarden     | Chevrolet | Chevrolet | 5, 6                  |
| CFH Racing                           | 67  | Josef Newgarden     | Chevrolet | Chevrolet | 1–4, 7–16             |
| KV Racing Technology                 | 04  | Stefano Coletti     | Chevrolet | Chevrolet | 1–16                  |
| KVSH Racing                          | 11  | Sébastien Bourdais  | Chevrolet | Chevrolet | 1–16                  |
| Dale Coyne Racing                    | 18  | Carlos Huertas      | Honda     | Honda     | 1, 2, 5, 6            |
| Dale Coyne Racing                    | 18  | Rocky Moran jr.     | Honda     | Honda     | 3                     |
| Dale Coyne Racing                    | 18  | Conor Daly          | Honda     | Honda     | 3                     |
| Dale Coyne Racing                    | 18  | Rodolfo González    | Honda     | Honda     | 4, 7, 8, 10, 14, 16   |
| Dale Coyne Racing                    | 18  | Tristan Vautier     | Honda     | Honda     | 6                     |
| Dale Coyne Racing                    | 18  | Pippa Mann          | Honda     | Honda     | 9, 11–13, 15          |
| Dale Coyne Racing                    | 19  | Francesco Dracone   | Honda     | Honda     | 1–5                   |
| Dale Coyne Racing                    | 19  | Tristan Vautier     | Honda     | Honda     | 6–16                  |
| Dale Coyne Racing                    | 19  | James Davison       | Honda     | Honda     | 6                     |
| Dale Coyne Racing                    | 63  | Pippa Mann          | Honda     | Honda     | 6                     |
| BHA with Curb-Agajanian              | 98  | Gabby Chaves        | Honda     | Honda     | 1–16                  |
| A. J. Foyt Enterprises               | 14  | Takuma Satō         | Honda     | Honda     | 1–16                  |
| A. J. Foyt Enterprises               | 41  | Jack Hawksworth     | Honda     | Honda     | 1–16                  |
| A. J. Foyt Enterprises               | 48  | Alex Tagliani       | Honda     | Honda     | 6                     |
| Rahal Letterman Lanigan Racing       | 15  | Graham Rahal        | Honda     | Honda     | 1–16                  |
| Rahal Letterman Lanigan Racing       | 32  | Oriol Servià        | Honda     | Honda     | 6                     |
| Dreyer and Reinbold – Kingdom Racing | 24  | Townsend Bell       | Chevrolet | Chevrolet | 6                     |
| Lazier Partners Racing               | 91  | Buddy Lazier        | Chevrolet | Chevrolet | 6                     |
| KVSH/Jonathan Byrd’s Racing          | 88  | Bryan Clauson       | Chevrolet | Chevrolet | 6                     |

Anmerkungen
1. 1 2  James Hinchcliffe bestritt das Training und Qualifying zum Indianapolis 500, Ryan Briscoe nimmt am Rennen teil.
2. 1 2  Carlos Huertas bestritt das Training und Qualifying zum Indianapolis 500, Tristan Vautier nimmt am Rennen teil.
3. 1 2  Rocky Moran jr. wurde nach dem ersten Trainingstag wegen einer Verletzung durch Conor Daly ersetzt.
4. 1 2  Tristan Vautier bestritt das Training und Qualifying zum Indianapolis 500, James Davison nimmt am Rennen teil.

## Rennkalender
Der Rennkalender der IndyCar Series wurde am 30. Oktober 2014 veröffentlicht und umfasst 16 Rennen auf 15 Rennstrecken. Mit dem Itaipava Brasília Indy 300 war ursprünglich ein weiteres Rennen in Brasília für den 8. März geplant, das kurzfristig abgesagt worden war.
Der Shell and Pennzoil Grand Prix of Houston war nicht mehr im Kalender. Neu hinzugekommen ist der Indy Grand Prix of Louisiana.
| Nr. | Datum      | Veranstaltung (Rennstrecke)                                   | Distanz (Meilen) | Erster                                 | Zweiter                               | Dritter                                | Pole-Position                          | Schnellste Runde                       | Meiste Führungsrunden                  |
| --- | ---------- | ------------------------------------------------------------- | ---------------- | -------------------------------------- | ------------------------------------- | -------------------------------------- | -------------------------------------- | -------------------------------------- | -------------------------------------- |
| 01. | 29. März   | Firestone Grand Prix of St. Petersburg (Saint Petersburg) (T) | 198              | Juan Pablo Montoya (Dallara-Chevrolet) | Will Power (Dallara-Chevrolet)        | Tony Kanaan (Dallara-Chevrolet)        | Will Power (Dallara-Chevrolet)         | Hélio Castroneves (Dallara-Chevrolet)  | Will Power (Dallara-Chevrolet)         |
| 02. | 12. April  | Indy Grand Prix of Louisiana (Avondale) (P)                   | 128,78           | James Hinchcliffe (Dallara-Honda)      | Hélio Castroneves (Dallara-Chevrolet) | James Jakes (Dallara-Honda)            | Juan Pablo Montoya (Dallara-Chevrolet) | Scott Dixon (Dallara-Chevrolet)        | Juan Pablo Montoya (Dallara-Chevrolet) |
| 03. | 19. April  | Toyota Grand Prix of Long Beach (Long Beach) (T)              | 157,44           | Scott Dixon (Dallara-Chevrolet)        | Hélio Castroneves (Dallara-Chevrolet) | Juan Pablo Montoya (Dallara-Chevrolet) | Hélio Castroneves (Dallara-Chevrolet)  | Stefano Coletti (Dallara-Chevrolet)    | Scott Dixon (Dallara-Chevrolet)        |
| 04. | 26. April  | Honda Indy Grand Prix of Alabama (Birmingham) (P)             | 207              | Josef Newgarden (Dallara-Chevrolet)    | Graham Rahal (Dallara-Honda)          | Scott Dixon (Dallara-Chevrolet)        | Hélio Castroneves (Dallara-Chevrolet)  | Ryan Hunter-Reay (Dallara-Honda)       | Josef Newgarden (Dallara-Chevrolet)    |
| 05. | 09. Mai    | Angie’s List Grand Prix of Indianapolis (Indianapolis) (P)    | 199,998          | Will Power (Dallara-Chevrolet)         | Graham Rahal (Dallara-Honda)          | Juan Pablo Montoya (Dallara-Chevrolet) | Will Power (Dallara-Chevrolet)         | James Hinchcliffe (Dallara-Honda)      | Will Power (Dallara-Chevrolet)         |
| 06. | 24. Mai    | Indianapolis 500 (Indianapolis) (O)                           | 500              | Juan Pablo Montoya (Dallara-Chevrolet) | Will Power (Dallara-Chevrolet)        | Charlie Kimball (Dallara-Chevrolet)    | Scott Dixon (Dallara-Chevrolet)        | Charlie Kimball (Dallara-Chevrolet)    | Scott Dixon (Dallara-Chevrolet)        |
| 07. | 30. Mai    | Chevrolet Dual in Detroit (Detroit) (T)                       | 110,45           | Carlos Muñoz (Dallara-Honda)           | Marco Andretti (Dallara-Honda)        | Simon Pagenaud (Dallara-Chevrolet)     | Will Power (Dallara-Chevrolet)         | Jack Hawksworth (Dallara-Honda)        | Marco Andretti (Dallara-Honda)         |
| 08. | 31. Mai    | Chevrolet Dual in Detroit (Detroit) (T)                       | 159,8            | Sébastien Bourdais (Dallara-Chevrolet) | Takuma Satō (Dallara-Honda)           | Graham Rahal (Dallara-Honda)           | Juan Pablo Montoya (Dallara-Chevrolet) | Sébastien Bourdais (Dallara-Chevrolet) | Juan Pablo Montoya (Dallara-Chevrolet) |
| 09. | 06. Juni   | Firestone 600 (Fort Worth) (O)                                | 360,84           | Scott Dixon (Dallara-Chevrolet)        | Tony Kanaan (Dallara-Chevrolet)       | Hélio Castroneves (Dallara-Chevrolet)  | Will Power (Dallara-Chevrolet)         | Will Power (Dallara-Chevrolet)         | Scott Dixon (Dallara-Chevrolet)        |
| 10. | 14. Juni   | Honda Indy Toronto (Toronto) (T)                              | 149,175          | Josef Newgarden (Dallara-Chevrolet)    | Luca Filippi (Dallara-Chevrolet)      | Hélio Castroneves (Dallara-Chevrolet)  | Will Power (Dallara-Chevrolet)         | Hélio Castroneves (Dallara-Chevrolet)  | Josef Newgarden (Dallara-Chevrolet)    |
| 11. | 27. Juni   | MAVTV 500 (Fontana) (O)                                       | 500              | Graham Rahal (Dallara-Honda)           | Tony Kanaan (Dallara-Chevrolet)       | Marco Andretti (Dallara-Honda)         | Simon Pagenaud (Dallara-Chevrolet)     | Takuma Satō (Dallara-Honda)            | Will Power (Dallara-Chevrolet)         |
| 12. | 12. Juli   | ABC Supply Wisconsin 250 (West Allis) (O)                     | 253,75           | Sébastien Bourdais (Dallara-Chevrolet) | Hélio Castroneves (Dallara-Chevrolet) | Graham Rahal (Dallara-Honda)           | Josef Newgarden (Dallara-Chevrolet)    | Hélio Castroneves (Dallara-Chevrolet)  | Sébastien Bourdais (Dallara-Chevrolet) |
| 13. | 18. Juli   | Iowa Corn 300 (Newton) (O)                                    | 268,2            | Ryan Hunter-Reay (Dallara-Honda)       | Josef Newgarden (Dallara-Chevrolet)   | Sage Karam (Dallara-Chevrolet)         | Hélio Castroneves (Dallara-Chevrolet)  | Scott Dixon (Dallara-Chevrolet)        | Josef Newgarden (Dallara-Chevrolet)    |
| 14. | 02. August | Honda Indy 200 at Mid-Ohio (Lexington) (P)                    | 203,22           | Graham Rahal (Dallara-Honda)           | Justin Wilson (Dallara-Honda)         | Simon Pagenaud (Dallara-Chevrolet)     | Scott Dixon (Dallara-Chevrolet)        | Will Power (Dallara-Chevrolet)         | Graham Rahal (Dallara-Honda)           |
| 15. | 23. August | ABC Supply 500 (Long Pond) (O)                                | 500              | Ryan Hunter-Reay (Dallara-Honda)       | Josef Newgarden (Dallara-Chevrolet)   | Juan Pablo Montoya (Dallara-Chevrolet) | Hélio Castroneves (Dallara-Chevrolet)  | Juan Pablo Montoya (Dallara-Chevrolet) | Josef Newgarden (Dallara-Chevrolet)    |
| 16. | 30. August | GoPro Grand Prix of Sonoma (Sonoma) (P)                       | 196,35           | Scott Dixon (Dallara-Chevrolet)        | Ryan Hunter-Reay (Dallara-Honda)      | Charlie Kimball (Dallara-Chevrolet)    | Will Power (Dallara-Chevrolet)         | Hélio Castroneves (Dallara-Chevrolet)  | Scott Dixon (Dallara-Chevrolet)        |

- Erklärung: O: Ovalkurs, T: temporäre Rennstrecke (Stadtkurs), P: permanente Rennstrecke.

## Wertungen

### Punktesystem
Die Punkte werden nach folgendem Schema vergeben:
| Position                        | 1   | 2  | 3  | 4  | 5  | 6  | 7  | 8  | 9  | 10 | 11 | 12 | 13 | 14 | 15 | 16 | 17 | 18 | 19 | 20 | 21 | 22 | 23 | 24 | 25 | 26 | 27 | 28 | 29 | 30 | 31 | 32 | 33 |
| ------------------------------- | --- | -- | -- | -- | -- | -- | -- | -- | -- | -- | -- | -- | -- | -- | -- | -- | -- | -- | -- | -- | -- | -- | -- | -- | -- | -- | -- | -- | -- | -- | -- | -- | -- |
| Standardrennen                  | 50  | 40 | 35 | 32 | 30 | 28 | 26 | 24 | 22 | 20 | 19 | 18 | 17 | 16 | 15 | 14 | 13 | 12 | 11 | 10 | 9  | 8  | 7  | 6  | 5  | 5  | 5  | 5  | 5  | 5  | 5  | 5  | 5  |
| Indianapolis 500 & Saisonfinale | 100 | 80 | 70 | 64 | 60 | 56 | 52 | 48 | 44 | 40 | 38 | 36 | 34 | 32 | 30 | 28 | 26 | 24 | 22 | 20 | 18 | 16 | 14 | 12 | 10 | 10 | 10 | 10 | 10 | 10 | 10 | 10 | 10 |

Außerdem gibt es einen Zusatzpunkt für die Pole-Position und zwei zusätzliche Punkte für den Fahrer, der das Rennen die meisten Runden angeführt hat. Alle Fahrer mit mindestens einer Führungsrunde erhalten zudem einen Punkt.

### Fahrerwertung
| Pos. | Fahrer          | STP | NOL | LBH | ALA | IMS | INDY | DET | DET | TXS | TOR | FON | MIL | IOW | MDO | POC | SNM | Punkte |
| Pos. | Fahrer          | STP | NOL | LBH | ALA | IMS | INDY | R1  | R2  | TXS | TOR | FON | MIL | IOW | MDO | POC | SNM | Punkte |
| ---- | --------------- | --- | --- | --- | --- | --- | ---- | --- | --- | --- | --- | --- | --- | --- | --- | --- | --- | ------ |
| 01   | S. Dixon        | 15  | 11  | 1*  | 3°  | 10° | 4*   | 5   | 20° | 1*  | 8   | 6°  | 7°  | 18  | 4°  | 9   | 1*  | 556    |
| 02   | J. Montoya      | 1°  | 5*  | 3   | 14° | 3   | 1°   | 10  | 10* | 4°  | 7   | 4°  | 4   | 24  | 11° | 3   | 6   | 556    |
| 03   | W. Power        | 2*  | 7   | 20  | 4   | 1*  | 2°   | 4°  | 18° | 13° | 4°  | 19* | 22  | 10° | 14  | 4°  | 7°  | 493    |
| 04   | G. Rahal        | 11  | 8   | 11  | 2°  | 2°  | 5    | 23  | 3   | 15  | 9   | 1°  | 3°  | 4°  | 1*  | 20  | 18  | 490    |
| 05   | H. Castroneves  | 4°  | 2°  | 2°  | 15° | 6   | 7°   | 6   | 19  | 3°  | 3°  | 23° | 4   | 11° | 15° | 16° | 15  | 453    |
| 06   | R. Hunter‑Reay  | 7   | 19  | 13  | 5   | 11  | 15   | 13  | 8   | 18  | 19  | 15° | 13  | 1°  | 7   | 1°  | 2°  | 436    |
| 07   | J. Newgarden    | 12  | 9   | 7   | 1*  | 20  | 9    | 8   | 21  | 21  | 1*  | 21  | 5°  | 2*  | 13° | 2*  | 21  | 431    |
| 08   | T. Kanaan       | 3   | 6   | 5   | 13  | 7   | 26°  | 20  | 13  | 2°  | 6°  | 2°  | 6°  | 21° | 5   | 19° | 4°  | 431    |
| 09   | M. Andretti     | 10  | 13  | 8   | 10  | 16  | 6    | 2*  | 5   | 5°  | 13  | 3°  | 7   | 7   | 10  | 18  | 11° | 429    |
| 10   | S. Bourdais     | 6   | 21  | 6°  | 8°  | 4   | 11   | 14  | 1°  | 14  | 5   | 14  | 1*  | 9°  | 17  | 23  | 20  | 406    |
| 11   | S. Pagenaud     | 5°  | 20  | 4   | 9°  | 25  | 10°  | 3   | 14  | 11° | 11  | 9°  | 9   | 14  | 3   | 7°  | 16  | 384    |
| 12   | C. Kimball      | 21  | 14  | 15  | 12  | 5°  | 3°   | 22  | 11  | 7°  | 20  | 8   | 12  | 22° | 23  | 12° | 3°  | 372    |
| 13   | C. Muñoz        | 14  | 12  | 9   | 6   | 13  | 20°  | 1°  | 23  | 6   | 22  | 11° | 15  | 5   | 9   | 5   | 22  | 349    |
| 14   | T. Satō         | 13  | 22  | 18  | 17  | 9   | 13   | 11° | 2   | 16  | 10  | 18° | 14  | 19  | 24  | 6°  | 8   | 323    |
| 15   | G. Chaves       | 17  | 15  | 16  | 16  | 15  | 16   | 18  | 9   | 10  | 15  | 20  | 11  | 16  | 12  | 11° | 14  | 281    |
| 16   | J. Jakes        | 22  | 3   | 19  | 22  | 18° | 18   | 12  | 15  | 9°  | 21  | 7   | 23  | 15° | 16  | 10  | 25  | 257    |
| 17   | J. Hawksworth   | 8°  | 24  | 14° | 21  | 23  | 24   | 7   | 7   | 23  | 14  | 10  | 17  | 13° | 8   | 22  | 19  | 256    |
| 18   | R. Briscoe      |     |     |     |     |     | 12   |     |     | 8   |     | 16° | 21  | 8   | 18  | 8°  | 5   | 205    |
| 19   | S. Coletti      | 20  | 17  | 23  | 19  | 8   | 25   | 15  | 16  | 19  | 23  | 12  | 20  | 20  | 19  | 24  | 17  | 203    |
| 20   | S. Karam        | 19  | 18  |     | 18  |     | 32   | 16  | 12  | 12  |     | 5   | 19  | 3   | 22  | 14° |     | 197    |
| 21   | L. Filippi      | 9   | 10  | 22  | 11  | 14  |      | 9   | 17  |     | 2°  |     |     |     | 21  |     | 24  | 182    |
| 22   | T. Vautier      |     |     |     |     |     | 28   | 17  | 4   | 20  | 17  | 17  | 16  | 12  | 6°  | 21  | 23  | 172    |
| 23   | J. Hinchcliffe  | 16  | 1°  | 12  | 7°  | 12° | WD   | INJ | INJ | INJ | INJ | INJ | INJ | INJ | INJ | INJ | INJ | 129    |
| 24   | J. Wilson       |     |     |     |     | 24  | 21°  |     |     |     |     |     | 18° | 17  | 2°  | 15° |     | 108    |
| 25   | S. Saavedra     |     |     | 10  |     | 17  | 23   | INJ | INJ | INJ | 16  |     |     |     |     |     | 13° | 96     |
| 26   | R. González     |     |     |     | 20  |     |      | 21  | 22  |     | 18° |     |     |     | 20  |     | 9   | 94     |
| 27   | E. Carpenter    |     |     |     |     |     | 30   |     |     | 22  |     | 22° | 10  | 6   |     | 17  |     | 88     |
| 28   | C. Daly         |     |     | 17  |     |     | 33   | 19  | 6°  |     | 12  |     |     |     |     |     |     | 81     |
| 29   | P. Mann         |     |     |     |     |     | 22   |     |     | 17  |     | 13  | 24  | 23  |     | 13  |     | 76     |
| 30   | S. de Silvestro | 18  | 4   |     |     |     | 19   |     |     |     |     |     |     |     |     |     |     | 66     |
| 31   | J. Hildebrand   |     |     |     |     | 21  | 8    |     |     |     |     |     |     |     |     |     |     | 57     |
| 32   | O. Servià       |     |     |     |     |     | 29   |     |     |     |     |     |     |     |     |     | 12  | 46     |
| 33   | M. Aleshin      |     |     |     |     |     |      |     |     |     |     |     |     |     |     |     | 10  | 40     |
| 34   | F. Dracone      | 23  | 23  | 21  | 23  | 22  |      |     |     |     |     |     |     |     |     |     |     | 38     |
| 35   | T. Bell         |     |     |     |     |     | 14   |     |     |     |     |     |     |     |     |     |     | 32     |
| 36   | C. Huertas      | 24  | 16  |     |     | 19  | WD   | INJ | INJ | INJ | INJ | INJ | INJ | INJ | INJ | INJ | INJ | 31     |
| 37   | A. Tagliani     |     |     |     |     |     | 17°  |     |     |     |     |     |     |     |     |     |     | 27     |
| 38   | J. Davison      |     |     |     |     |     | 27   |     |     |     |     |     |     |     |     |     |     | 10     |
| 39   | B. Clauson      |     |     |     |     |     | 31   |     |     |     |     |     |     |     |     |     |     | 10     |
| 40   | B. Lazier       |     |     |     |     |     | DNQ  |     |     |     |     |     |     |     |     |     |     | 0      |
| –    | R. Moran        |     |     | WD  |     |     |      |     |     |     |     |     |     |     |     |     |     | 0      |
| Pos. | Fahrer          | STP | NOL | LBH | ALA | IMS | INDY | DET | DET | TXS | TOR | FON | MIL | IOW | MDO | POC | SNM | Punkte |

| Farbe      | Bedeutung                                          |
| ---------- | -------------------------------------------------- |
| Gold       | Sieger                                             |
| Silber     | 2. Platz                                           |
| Bronze     | 3. Platz                                           |
| Grün       | 4. und 5. Platz                                    |
| Hellblau   | 6. bis 10. Platz                                   |
| Dunkelblau | Rennen beendet (außerhalb der ersten zehn Piloten) |
| Violett    | Rennen nicht beendet                               |
| Rot        | nicht qualifiziert (DNQ)                           |
| Schwarz    | disqualifiziert (DSQ)                              |
| Weiß       | nicht am Start (DNS)                               |
| Weiß       | zurückgezogen (WD)                                 |
| Weiß       | Rennen abgesagt (C)                                |
| Blanko     | nicht teilgenommen                                 |
| Blanko     | nicht erschienen (DNA)                             |
| Blanko     | verletzt oder krank (INJ)                          |
| Blanko     | ausgeschlossen (EX)                                |

| Weitere Notation   |                                            |
| Fett               | Pole-Position (1 Punkt)                    |
| Kursiv             | Schnellste Rennrunde                       |
| *                  | Meiste Führungsrunden (2 Punkte + 1 Punkt) |
| °                  | Mindestens eine Führungsrunde (1 Punkt)    |
| Rookie of the Year |                                            |
| Rookie             |                                            |

| Farbe      | Bedeutung          |
| ---------- | ------------------ |
| Gold       | 1. Platz           |
| Silber     | 2. Platz           |
| Bronze     | 3. Platz           |
| Grün       | 4. und 5. Platz    |
| Hellblau   | 6. bis 9. Platz    |
| Dunkelblau | 10. bis 33. Platz  |
| Rot        | nicht qualifiziert |

| Farbe      | Bedeutung                                          |
| ---------- | -------------------------------------------------- |
| Gold       | Sieger                                             |
| Silber     | 2. Platz                                           |
| Bronze     | 3. Platz                                           |
| Grün       | 4. und 5. Platz                                    |
| Hellblau   | 6. bis 10. Platz                                   |
| Dunkelblau | Rennen beendet (außerhalb der ersten zehn Piloten) |
| Violett    | Rennen nicht beendet                               |
| Rot        | nicht qualifiziert (DNQ)                           |
| Schwarz    | disqualifiziert (DSQ)                              |
| Weiß       | nicht am Start (DNS)                               |
| Weiß       | zurückgezogen (WD)                                 |
| Weiß       | Rennen abgesagt (C)                                |
| Blanko     | nicht teilgenommen                                 |
| Blanko     | nicht erschienen (DNA)                             |
| Blanko     | verletzt oder krank (INJ)                          |
| Blanko     | ausgeschlossen (EX)                                |

| Weitere Notation   |                                            |
| Fett               | Pole-Position (1 Punkt)                    |
| Kursiv             | Schnellste Rennrunde                       |
| *                  | Meiste Führungsrunden (2 Punkte + 1 Punkt) |
| °                  | Mindestens eine Führungsrunde (1 Punkt)    |
| Rookie of the Year |                                            |
| Rookie             |                                            |

| Farbe      | Bedeutung          |
| ---------- | ------------------ |
| Gold       | 1. Platz           |
| Silber     | 2. Platz           |
| Bronze     | 3. Platz           |
| Grün       | 4. und 5. Platz    |
| Hellblau   | 6. bis 9. Platz    |
| Dunkelblau | 10. bis 33. Platz  |
| Rot        | nicht qualifiziert |

- Ryan Hunter-Reay wurden drei Punkte wegen vermeidbaren Kontakts beim zweiten Rennen abgezogen.[44]
- Hélio Castroneves wurden drei Punkte wegen vermeidbaren Kontakts beim fünften Rennen abgezogen.
- Tristan Vautier wurden drei Punkten beim 15. Rennen abgezogen.
- Für das Qualifying zum zweiten, sechsten und achten Rennen wurde kein Bonuspunkt für die Pole-Position vergeben.